# Richard Louis
Richard Louis, född 6 januari 1964, död 3 januari 2025, var en friidrottare från Barbados. Han deltog vid olympiska sommarspelen 1984 och olympiska sommarspelen 1988.